# Norops sminthus
Norops sminthus är en ödleart som beskrevs av  Dunn och EMLEN 1932. Norops sminthus ingår i släktet Norops och familjen Polychrotidae. IUCN kategoriserar arten globalt som otillräckligt studerad. Inga underarter finns listade i Catalogue of Life.